# Хохол (биология)

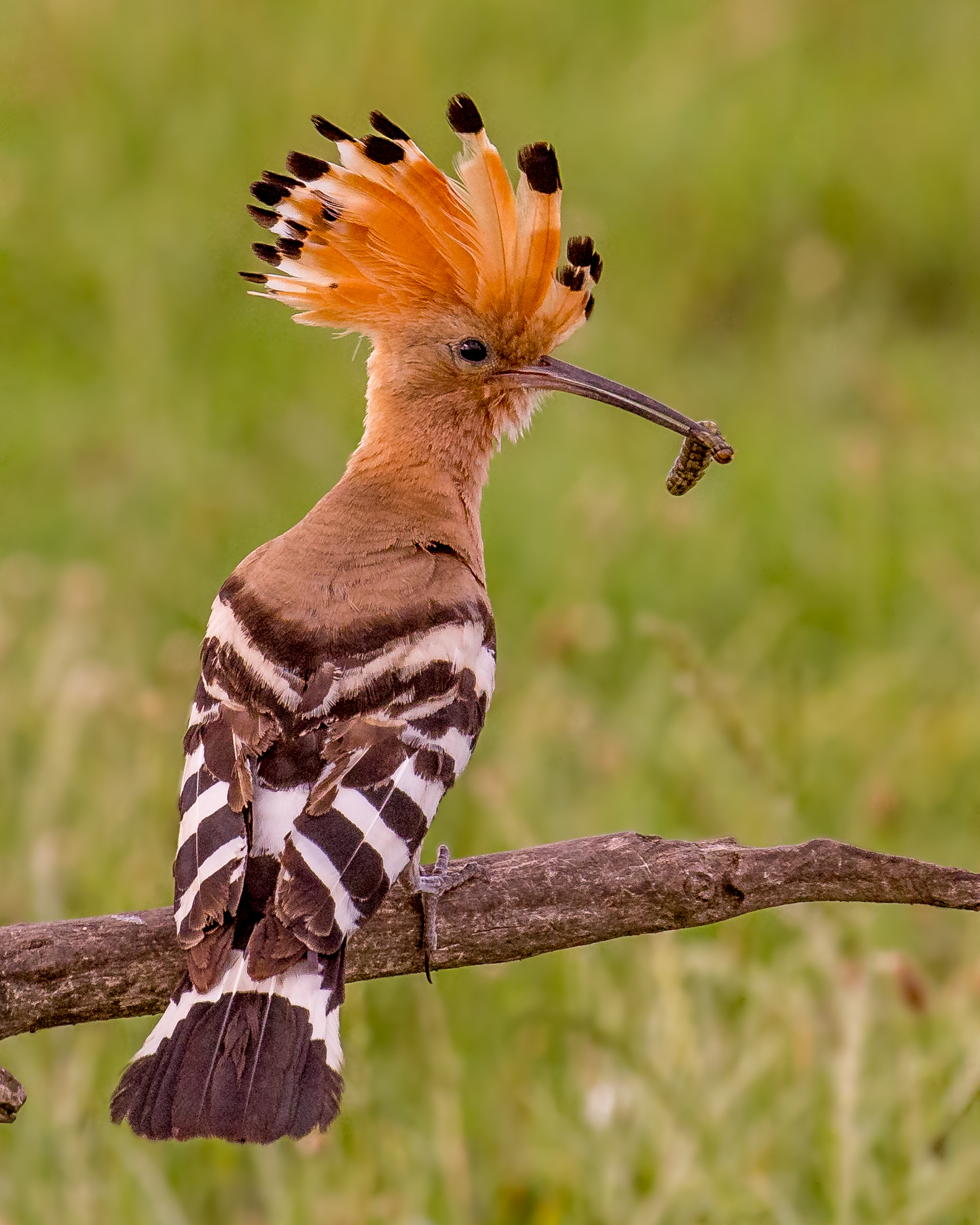
Удод обладает одним из самых больших и ярких хохлов среди европейких птиц

Хохол, или иногда чуб — пучок длинных перьв или шерсти на голове у некоторых птиц и млекопитающих соответственно. У птиц может иметь форму веера, султана, ушек, короны и т. п. Некоторые птицы могут его расправлять и складывать, иногда очень быстро, у других он неподвижен. Перья хохла располагаются, как правило, на темени или вдоль всего верха голова, могут заходить на зашеек, птицы могут их поднимать и опускать обратно за счёт работы подкожных мышц. У некоторых птиц хохлы состоят из половинчатых перьев: их стержни имеют бородки только с одной стороны (обычно перья птиц имеют бородки с обеих сторон). Часто перья хохла отличаются яркой окраской. Хохлы могут использоваться птицами для общения с сородичами или отпугивания врагов: внезапное поднятие хохла визуально увеличивает размеры птицы и может оказать эффект на врага.
Хохлами обладают птицы из разных систематических групп: попугаи какаду, некоторые утиные, цапли, воробьинообразные, голуби, бакланы, венценосные журавли, кагу и т. д. У некоторых видов только в брачный период на голове появляются длинные перья. Например, у малой белой цапли в период размножения на затылке вырастает два (иногда три) длинных, до 15—20 см, и узких ланцетовидных пера, которые при демонстрационном поведении могут подниматься вверх. Такие перья появляются у птиц обоих полов, но у самок они меньше. У большой поганки в брачный период удлиненные боковые и затылочные перья при возбуждении поднимаются, образуя с двух сторон головы направленные вверх и назад рожки.
Хохлы из перьев на головах стали появляться вскоре после появления перьев как таковых. Так, уже в середине мезозойской эры, в позднем юрском периоде (около 160 млн лет назад) на территории Азии жил небольшой оперённый динозавр анхиорнис, у которого на голове был продольный хохол из удлиненных красноватых перьв, контрастировавший по окраске с серо-чёрно-белым оперением тела.

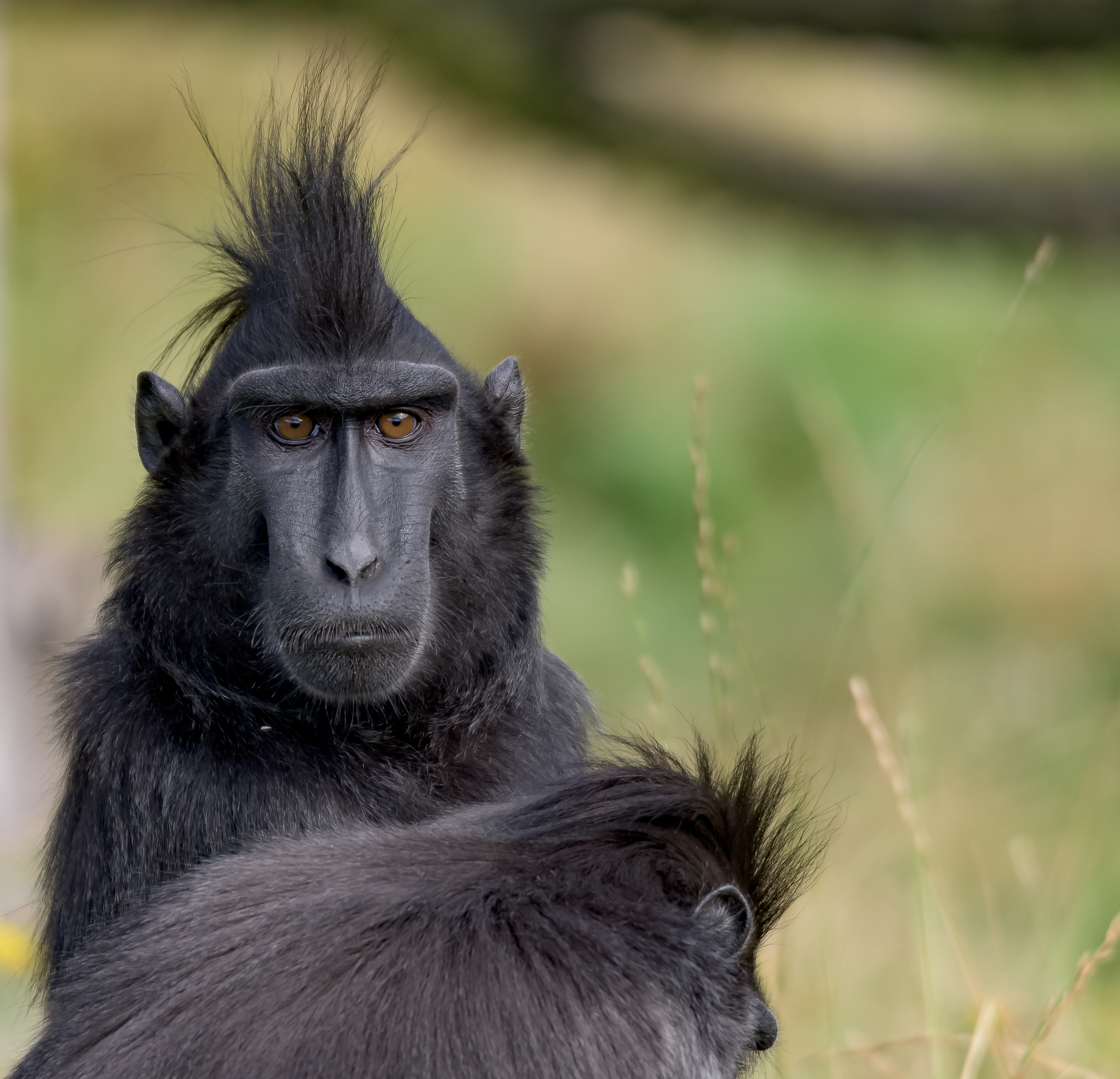
Хохлатый макак
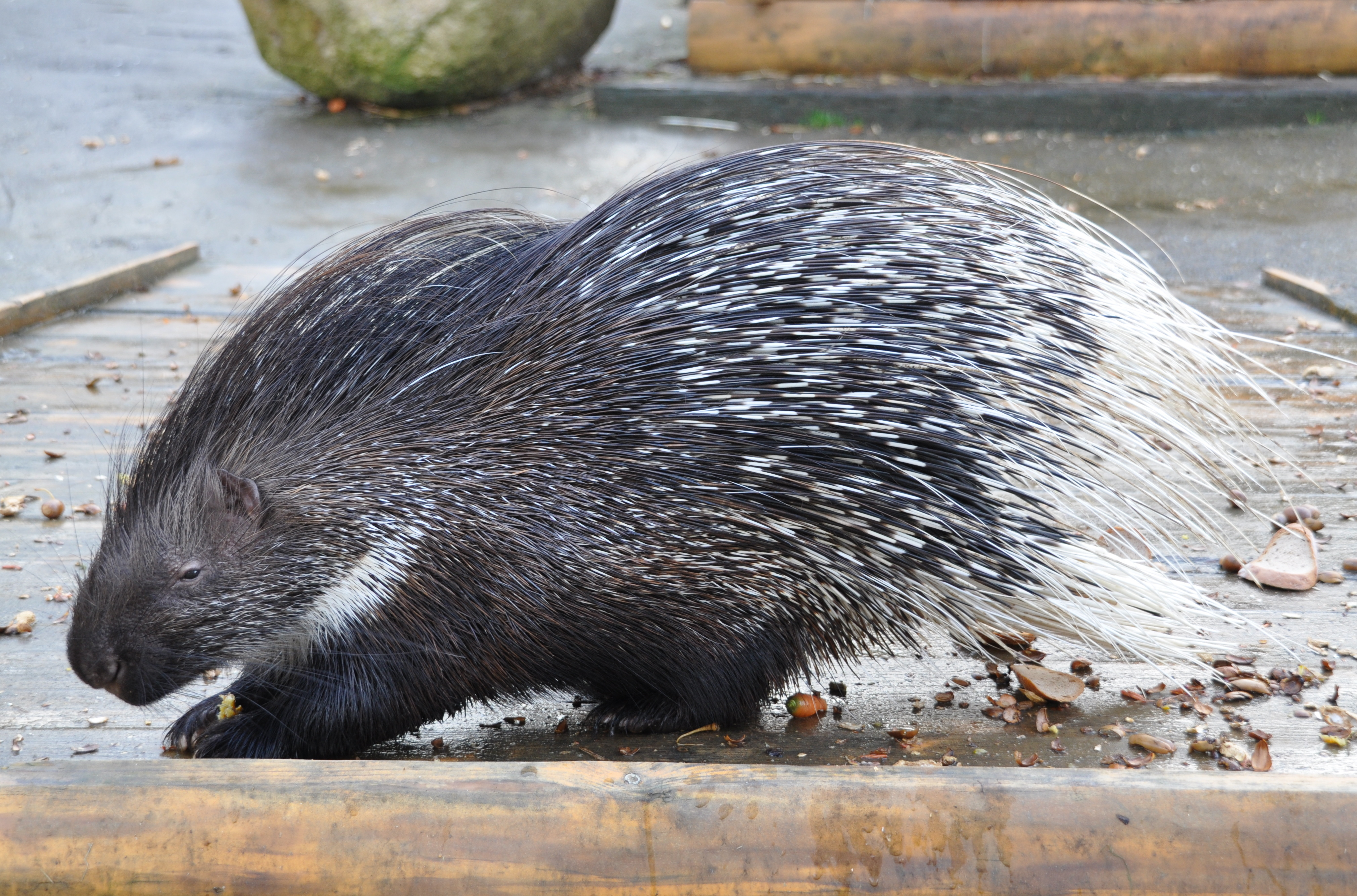
Хохлатый дикобраз
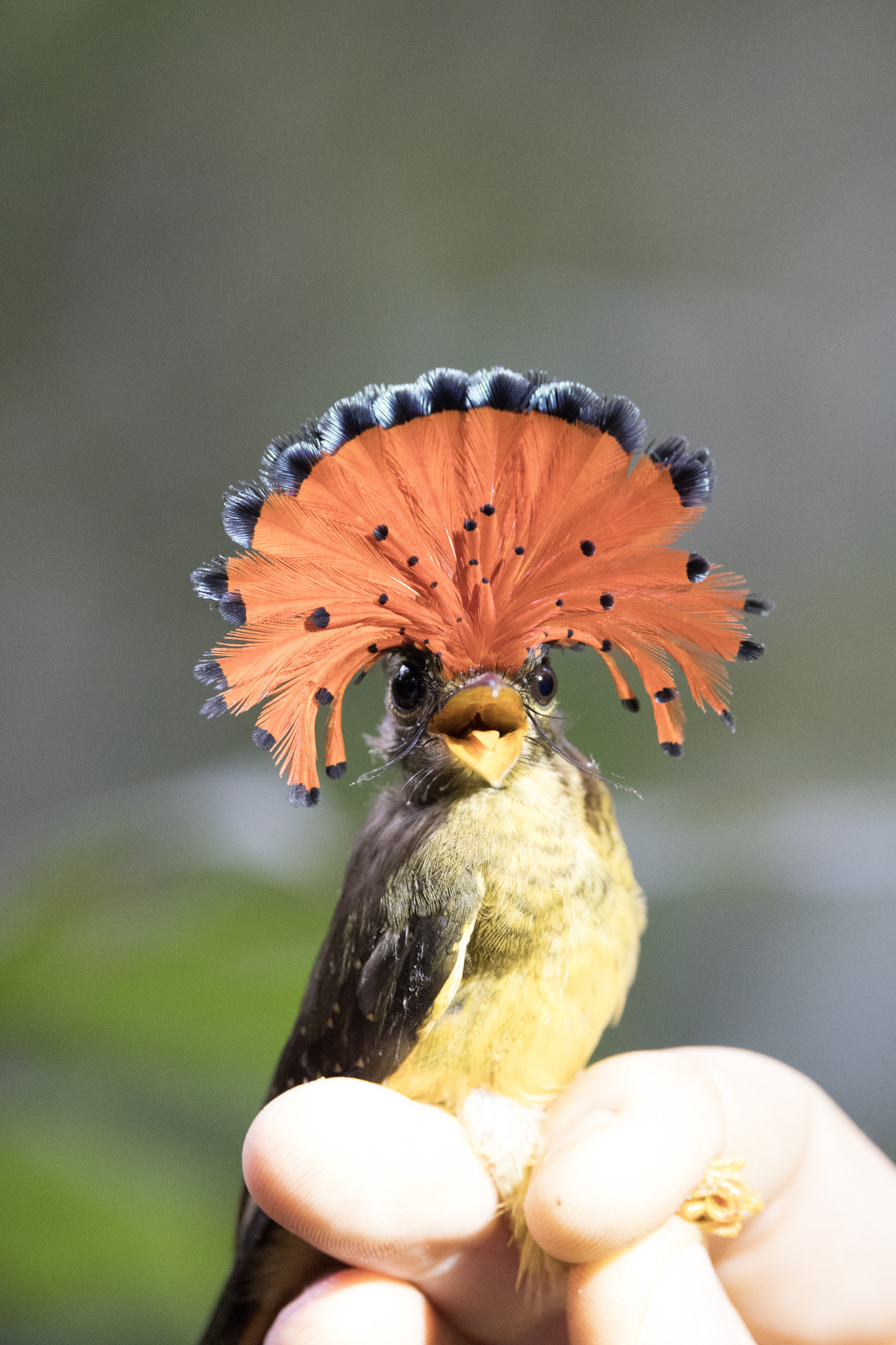
Амазонский венценосный мухоед имеет хохол в виде поперечного веера
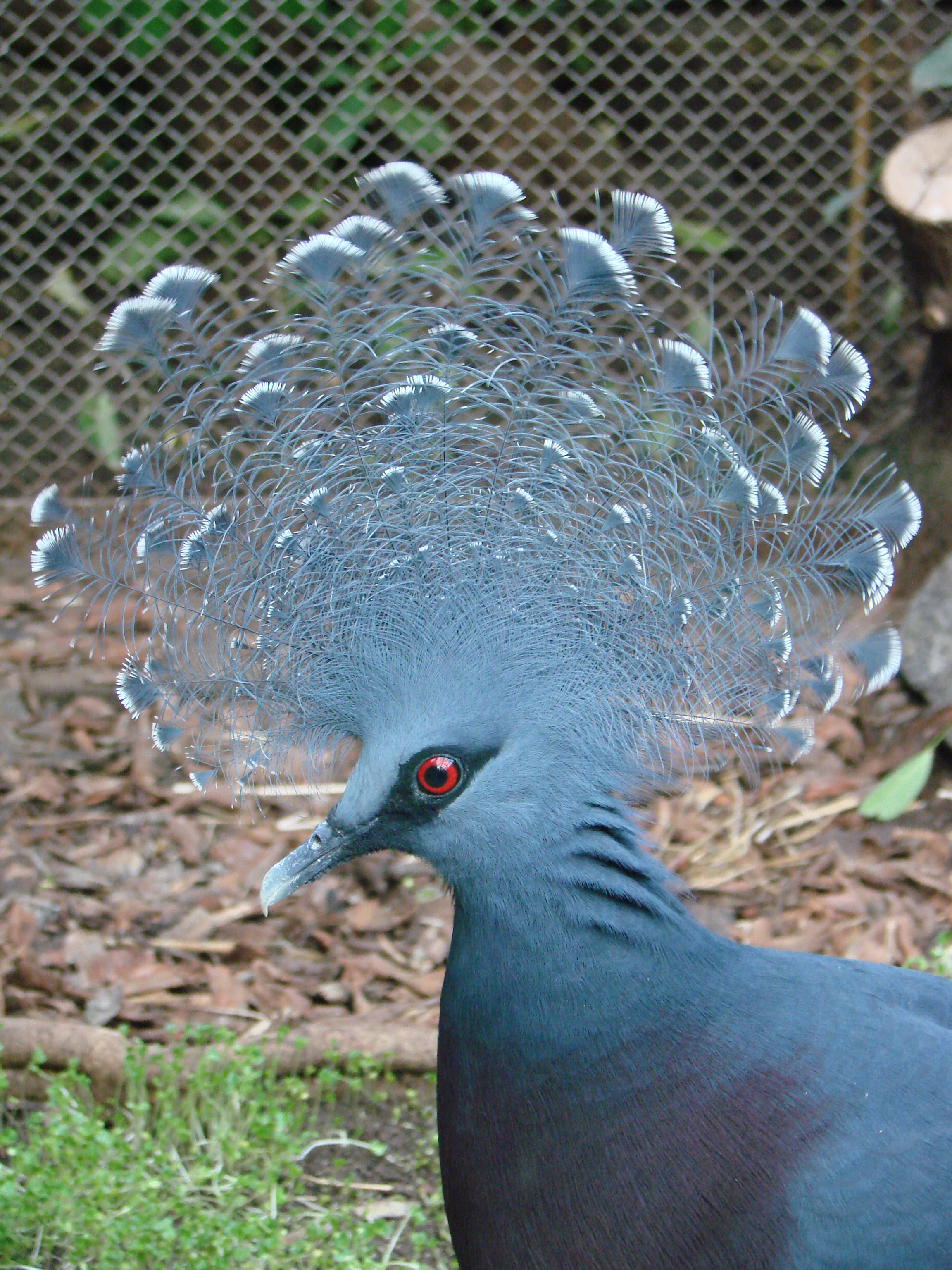
Веероносный венценосный голубь имеет хохол в виде продольного веера
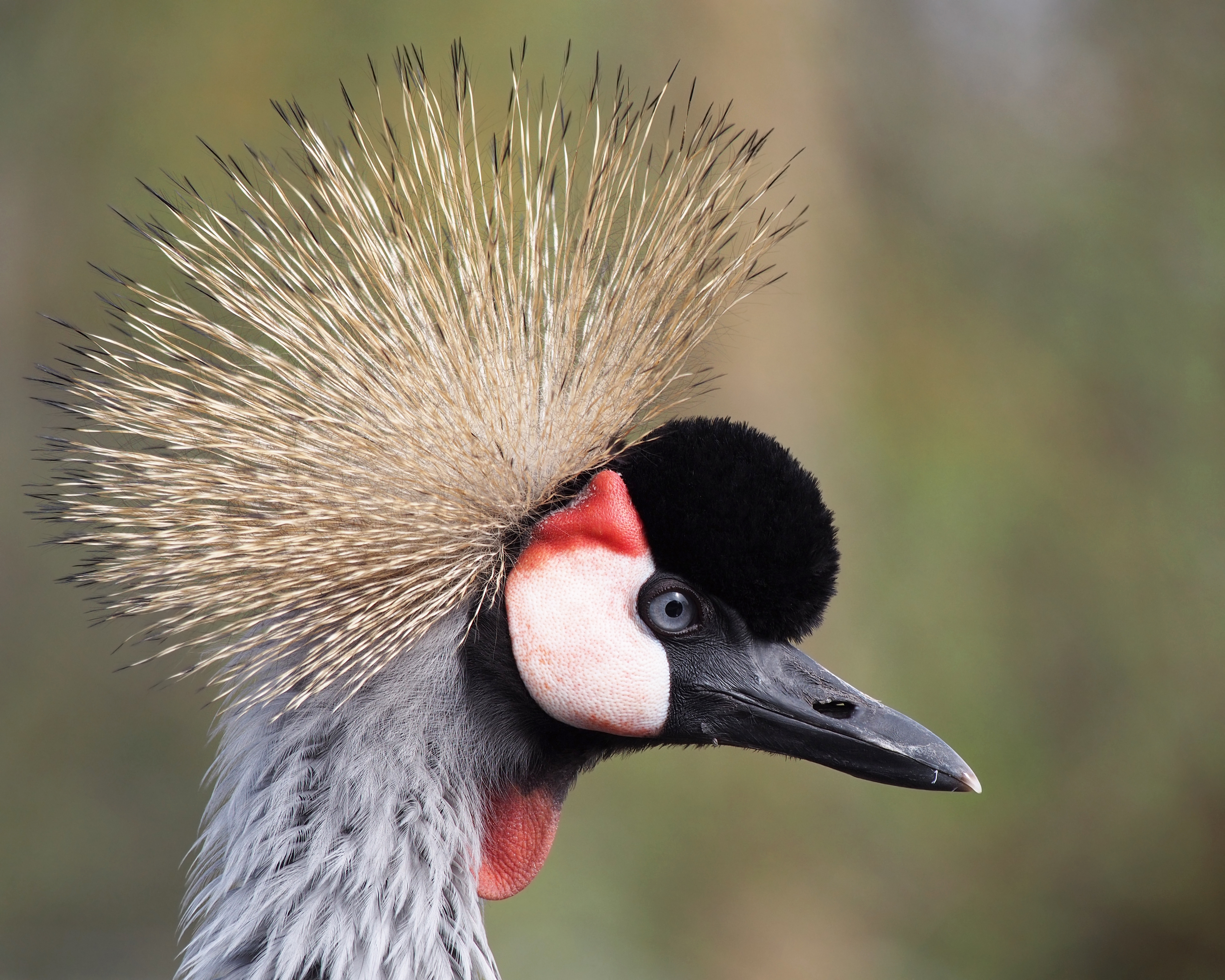
У восточного венценосного журавля хохол в виде помпона
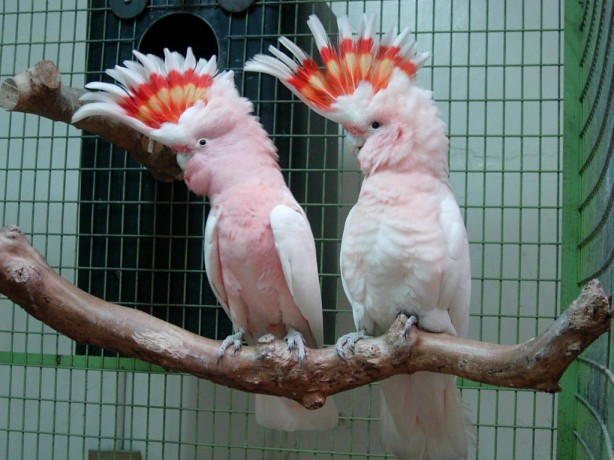
Какаду инка могут разворачивать и складывать свои большие яркие хохлы
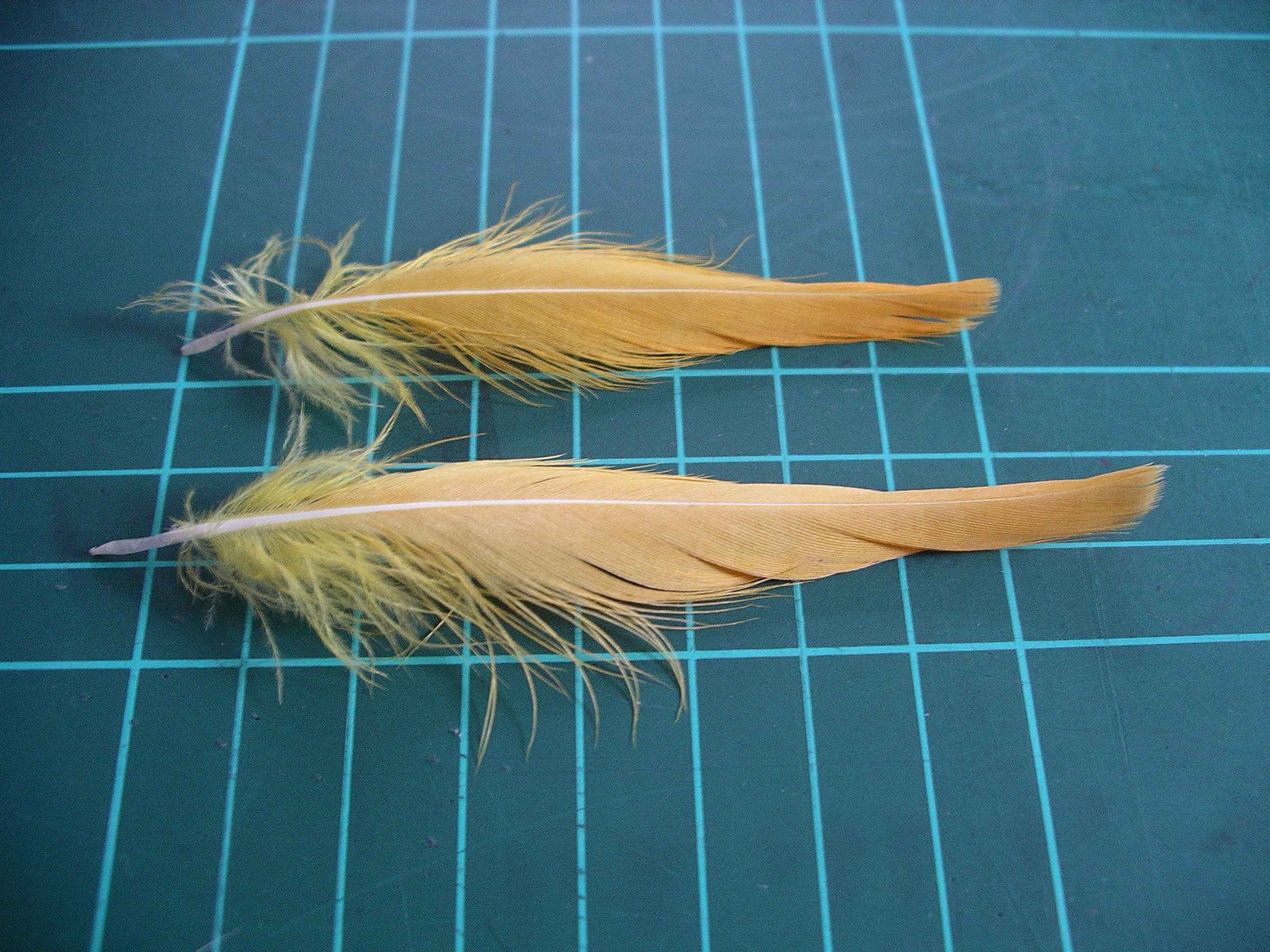
Перья хохла оранжевохохлого какаду (размер ячейки масштабной сетки 1 см)
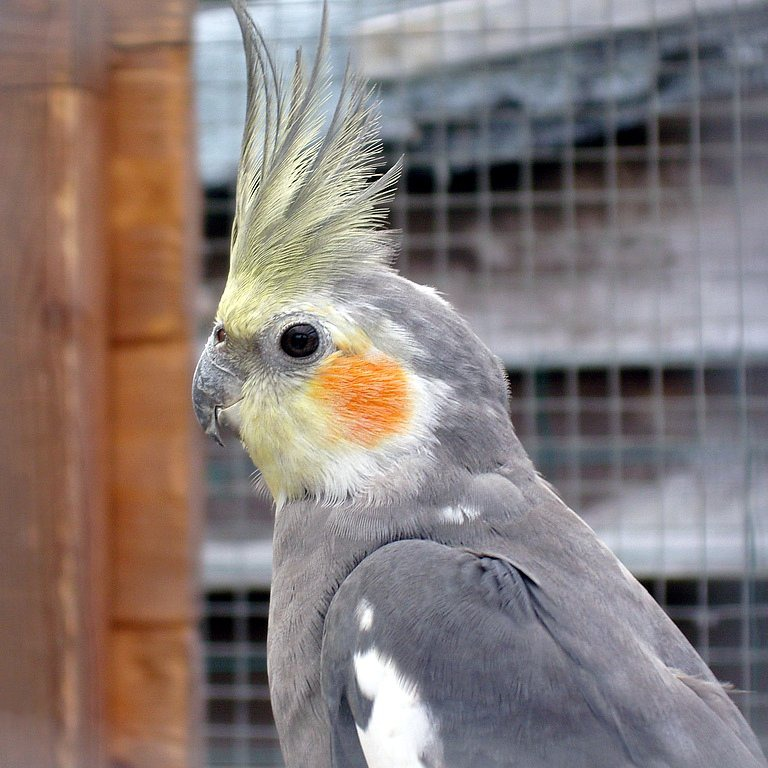
Корелла
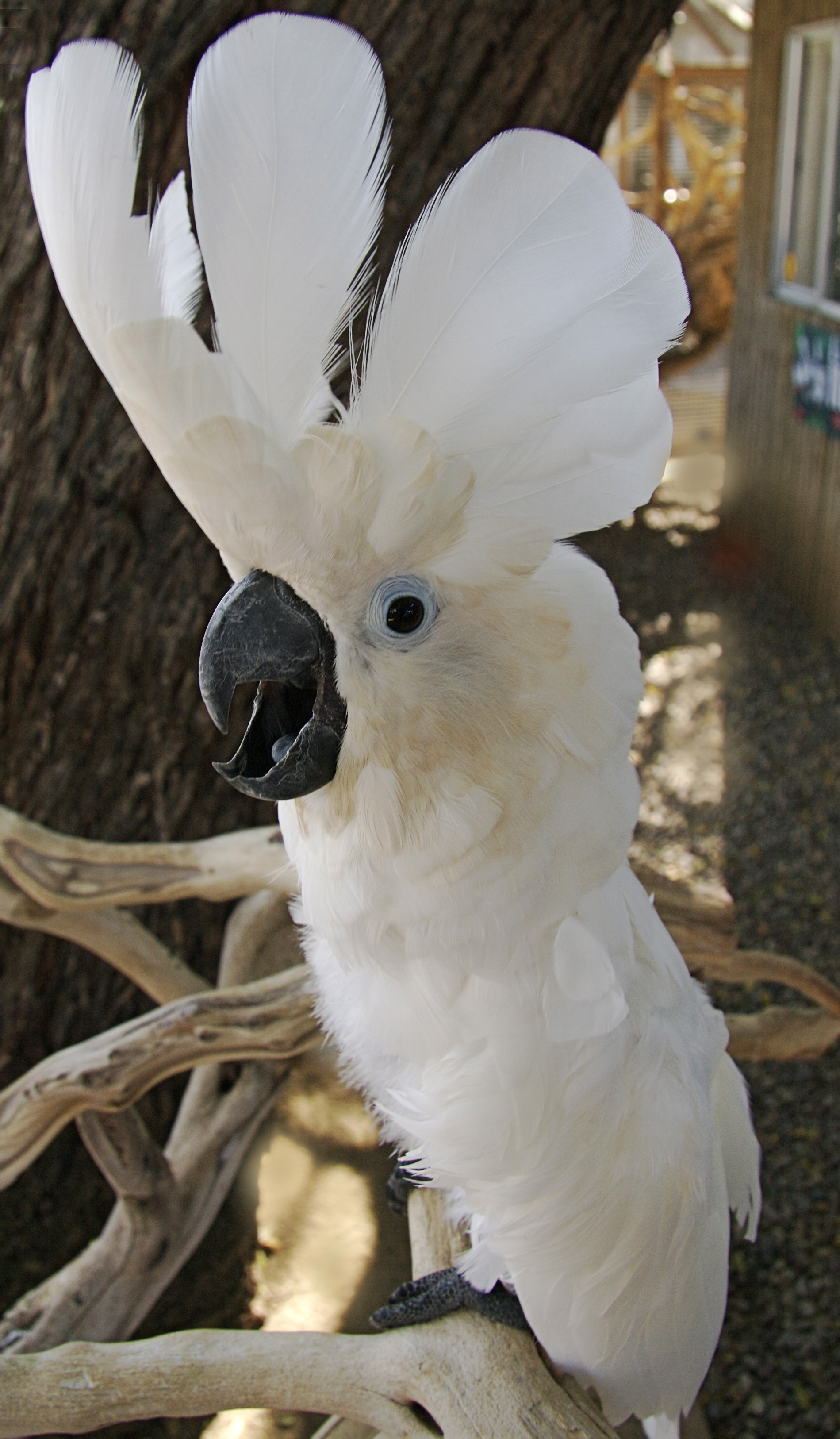
Большой белохохлый какаду
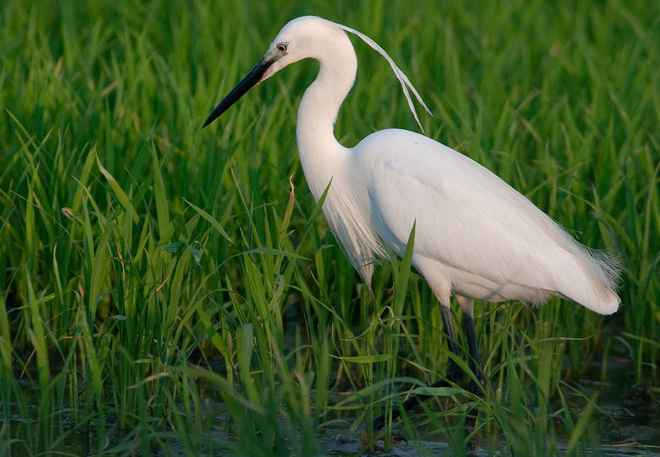
Малая белая цапля в брачном наряде
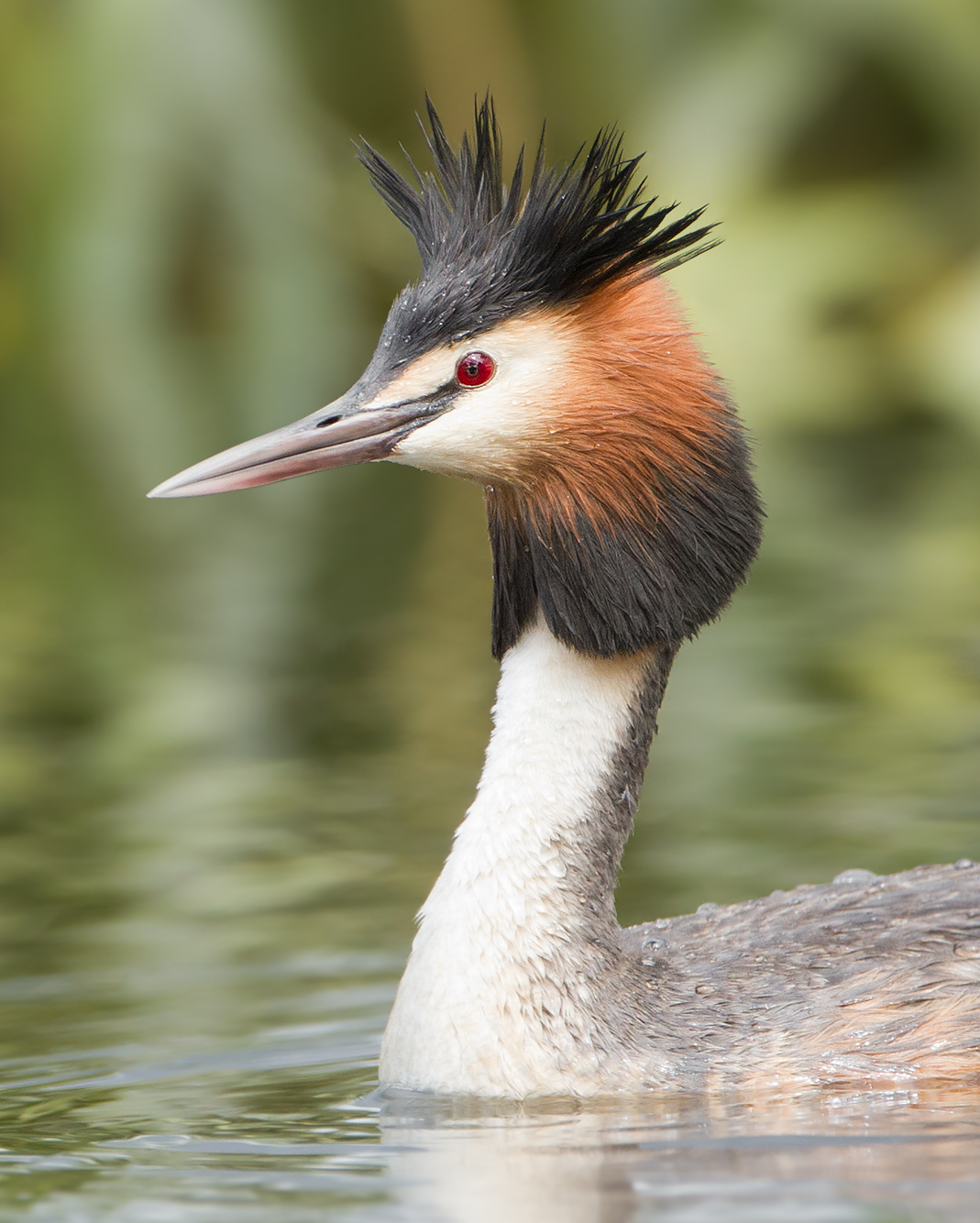
Большая поганка
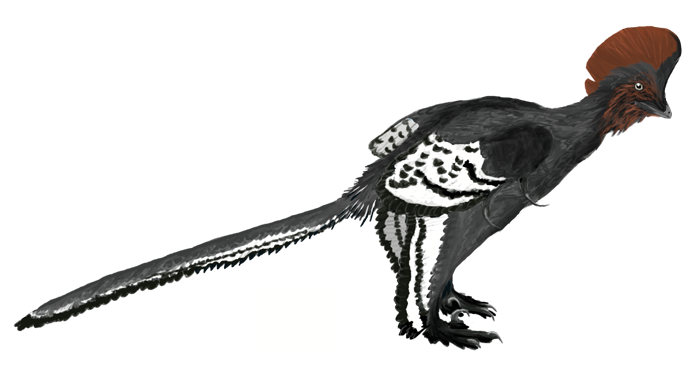
Реконструкция динозавра анхиорниса